# Tiêu chuẩn xây dựng
Tiêu chuẩn xây dựng là các quy định về chuẩn mực kỹ thuật, định mức kinh tế - kỹ thuật, trình tự thực hiện các công việc kỹ thuật, các chỉ tiêu, các chỉ số kỹ thuật và các chỉ số tự nhiên được cơ quan, tổ chức có thẩm quyền ban hành hoặc công nhận để áp dụng trong hoạt động xây dựng. Tiêu chuẩn xây dựng gồm tiêu chuẩn bắt buộc áp dụng và tiêu chuẩn khuyến khích áp dụng.
Tại Việt Nam, tiêu chuẩn xây dựng do Bộ Xây dựng ban hành.